# 帕爾霍米夫卡 (諾維布格區)
47°34′21″N 32°44′18″E / 47.57250°N 32.73833°E
帕爾霍米夫卡（烏克蘭語：Пархомівка），是烏克蘭南部的村莊，隸屬尼古拉耶夫州的巴什坦卡區。該村面積0.26平方公里，海拔高度89米，2001年人口61，人口密度每平方公里234.6人。